# Expatriate
Een expatriate of expat is iemand die voor zijn werk tijdelijk in het buitenland woont. Kenmerkend is dat zij meestal niet integreren en dat dit vaak ook niet verwacht wordt.

## Etymologie
Het Engelse woord expatriate is samengesteld uit de Latijnse woorden ex (uit, buiten) en patria (vaderland). Een expat is dus iemand die buiten het vaderland verblijft.

## Expatcultuur
Veel expats zijn krachtens een speciale arbeids- of uitzendovereenkomst voor een beperkte tijd uitgezonden (meestal voor 1-3 jaar). Een deel van de expats benadert zelf een buitenlandse werkgever en tekent daarom een arbeidsovereenkomst onder lokaal recht en wordt hiermee op dezelfde voorwaarden aangenomen als de plaatselijke bevolking. Dit laatste vindt meestal plaats in belastingparadijzen in de Eerste Wereld zoals Luxemburg, Gibraltar en Jersey. Juridisch valt hier het onderscheid met de migrant volledig weg, maar ook de expat onder een lokale arbeidsovereenkomst heeft de intentie na verloop van tijd terug te keren. Vaak worden uitgezonden expats beter betaald en krijgen ze ook bijkomende vergoedingen, belastingfaciliteiten en hulp, terwijl lokaal aangenomen werknemers op lokale voorwaarden en tegen het lokale salaris werken. Hier staat tegenover dat een uitgezonden expat gebonden is aan stringente contractsvoorwaarden; ongehoorzaamheid of een poging van baan te wisselen kan bestraft worden met opzegging van de arbeidsovereenkomst wat kan leiden tot direct verlies van de verblijfstitel.
Hierdoor zijn ze vaak niet gemotiveerd om de taal van het ontvangstland te leren of een lokale kennissenkring op te bouwen, 'het is toch maar tijdelijk'. Ook kopen ze vaak geen onroerend goed en houden eventuele koophuizen in het vaderland aan (die ze eventueel  tijdelijk verhuren). De werkgever verleent vaak steun in de vorm van het verschaffen van woonruimte en het regelen van onderwijs voor de kinderen in de eigen taal. Echtgenoten moeten zich vaak in een nieuwe rol schikken. Wegens het vertrek zien zij zich gedwongen de eigen baan op te zeggen, waardoor een meer traditioneel gezin ontstaat met een enkele kostwinner. Sommige bedrijven helpen ook de partner met het zoeken naar werk.
Expats trekken hierdoor voornamelijk met andere expats op, en beperken zich soms zelfs tot expats uit het eigen land. Ze blijven hun eigen taal gebruiken en sturen hun kinderen vaak naar internationale scholen waar les in de eigen taal wordt aangeboden. Veel expats hebben relatief hogere salarissen.
Hierdoor ontstaan expatgemeenschappen met een eigen expatcultuur. Grote concentraties expats vindt men in de bestuurlijke en economische centra zoals Amsterdam, Londen, Brussel, Kaapstad, Parijs, New York, Singapore, Peking of Moskou. Ook in Straatsburg wonen veel expats wegens de Europese instellingen aldaar. In belastingparadijzen zoals Luxemburg bestaat vaak een substantieel deel van de bevolking uit expats.
Expatcultuur, zoals die van de Britten in India, of Nederlanders in verscheidene landen toont verschil van die van het land van herkomst. Dit komt doordat de expat vaak vasthoudt aan oude normen en waarden uit zijn thuisland, terwijl die in zijn land van herkomst zijn veranderd.
Veel bedrijven, vooral opkomende of sterk gecentraliseerde multinationale ondernemingen, kennen met name in de opstartfase maar ook vaak geruime tijd nadien, de sleutelfuncties in buitenlandse filialen toe aan personen die al geruime tijd in het hoofdkantoor in het moederland hebben gewerkt. Het idee hierachter is vaak dat iemand die al jaren heeft meegedraaid alle fijne kneepjes kent en dat de loyaliteit verzekerd is. Dit kan echter tot onvrede leiden bij lokaal personeel dat zich als tweederangs werknemers behandeld voelt en een glazen plafond ervaart. Ook kan onbegrip met lokale normen, waarden en cultuur vaak leiden tot wrevel, bijvoorbeeld wanneer de expat-manager zijn lokale personeel veel vrijheid van handelen geeft terwijl onder lokale cultuur het gebruikelijk is dat de manager zeer gedetailleerd opdrachten geeft, of andersom. Taalproblemen kunnen dit verergeren, bijvoorbeeld wanneer de lokalen de voertaal minder goed machtig zijn dan de expats of deze laatsten zelfs uitsluiten door in de eigen taal te communiceren. Een en ander kan tot (hooglopende) frictie tussen lokaal personeel en expats leiden. Ook kan dit bijdragen aan het vergroten van de isolatie van expats jegens de lokale cultuur.

## Uitzending en cultuurschok
Vaak vindt voor het moment van uitzending een uitgebreide selectie plaats, gevolgd door training. Expats ervaren vaak na hun uitzending euforie, omdat alles nieuw en interessant is. Dit wordt gevolgd door een inzinking, de 'cultuurschok', wanneer de euforie verdwijnt en de eerste problemen zich voordoen. De meeste expats overwinnen deze problemen uiteindelijk en passen zich aan. Dit proces duurt gemiddeld 3 tot 9 maanden.
De cultuurschok wordt onder andere veroorzaakt door culturele verschillen die kunnen leiden tot miscommunicatie, het nog niet bekend zijn met het lokale kantoor en cultuur, het nog niet hebben van een vriendenkring en talloze andere privé- en professionele problemen. Ook de familie ervaart vaak een cultuurschok. Partners moeten, wanneer ze voorheen een baan hadden, zich schikken in de rol van niet-werkende partner. Kinderen moeten wennen aan een nieuwe school. Een nieuwe vriendenkring moet worden opgebouwd.

## Terugkeer
De meeste expats keren na verloop van tijd terug naar hun eigen land. Meestal geschiedt dit vrijwillig; de uitzendingsperiode is voorbij en men keert terug. Ook expats die niet zijn uitgezonden keren soms vrijwillig terug naar hun eigen land op dezelfde manier als ze gekomen zijn; door te solliciteren bij werkgevers in eigen land.
Bedrijven limiteren uitzendingen vaak tot bijvoorbeeld 1 of 2 jaar. Hier bestaan verschillende redenen voor:
- Beperking van het risico van 'terugkeerschok' (zie hieronder);
- Het buitenlandse filiaal biedt weinig carrièremogelijkheden terwijl het hoofdkantoor deze wel heeft;
- De uitzending betreft een eenmalige opdracht;
- Er zijn maxima aan de duur van de verblijfsvergunning;
- Plaats maken voor anderen zodat zij eveneens nuttige ervaring kunnen opdoen;
- De uitzending is slechts voor het opzetten van een kantoor ter plekke, waarna het management aan lokaal personeel wordt overgedragen;
- Te lang wegblijven leidt tot een lacune in de vakkennis en praktijkervaring (bijvoorbeeld bij advocaten en notarissen);
- De vestiging is om een of andere reden niet populair (klimaat, weinig voorzieningen, te klein, onvoldoende onderwijs voor kinderen), waardoor de werknemer zelf een limiet aan zijn verblijf wenst.

## Onvrijwillige uitzending of terugkeer
Problematisch is het wanneer de terugkeer niet vrijwillig is. Dit kan leiden tot teleurstelling, demotivatie en arbeidsconflicten. Wanneer de werknemer is uitgezonden onder speciale voorwaarden zal hij echter weinig keus hebben en moeten gehoorzamen door de koppeling van de arbeidsovereenkomst aan de verblijfsvergunning.
Bij een klein percentage wordt de uitzending voortijdig beëindigd op grond van onvoldoende functioneren. Ook kan een bedrijf besluiten tot bezuinigen op (dure) uitzendingen, of buitenlandse kantoren om economische of strategische redenen sluiten. In sommige gevallen is de selectie of training slordig uitgevoerd, waardoor de expat ongeschikt is voor zijn taak of onvoldoende voorbereid, waardoor de uitzending mislukt. Er bestaat zelfs een voorbeeld waarbij de uitzending een verkapt middel vormde om van een lastige manager af te geraken, met als resultaat stakingen en onrust in het filiaal dat hij moest leiden. Het is daarentegen ook mogelijk dat een bedrijf besluit dat de werknemer op het hoofdkantoor of in een ander land harder nodig is en daarom tot overplaatsing besluit.
Andere redenen voor onvrijwillige terugkeer kunnen liggen in een verslechterende veiligheidssituatie, problemen in de familiesfeer thuis, medische redenen, of een partner of gezin dat niet kan aarden in het uitzendingsland.
Ook uitzending kan onvrijwillig zijn, bijvoorbeeld omdat de vestiging niet populair is (klimaat, veiligheidsomstandigheden, te klein, weinig voorzieningen), of omdat de werknemer (eventueel wegens familie- of gezinsomstandigheden) zelf liever in eigen land wil blijven. Het bedrijf zal dan meestal een extra lokkertje in het vooruitzicht moeten stellen (salarisverhoging, promotie) om de werknemer toch over de streep te trekken.
Anderen werken onder een lokaal arbeidscontract en worden naar lokaal recht ontslagen (waarvoor uiteenlopende redenen kunnen zijn). Het probleem doet zich hier vaak voor dat dit gevolgen kan hebben voor de verblijfsvergunning. In het ergste geval verliest men automatisch de verblijfstitel en moet men het land binnen korte tijd verlaten.

## Terugkeerschok
Bij terugkeer in hun eigen land voelen voormalige expats vaak dat het "hun land" niet meer is; er is daar in de loop der jaren veel veranderd, waardoor identificatie met het moederland problematisch wordt. Dit leidt bij veel expats vaak tot een gevoel van ontheemding, dat sterker wordt naarmate het verblijf in het buitenland langer heeft geduurd. Aan de ene kant kan men zich overal vestigen en aan de plaatselijke cultuur aanpassen. Aan de andere kant is men nergens meer echt thuis. Expats worden bij terugkomst in hun eigen land vaak niet begrepen door hun oude vrienden- en kennissenkring. De gespreksonderwerpen zijn vaak totaal verschillend en standpunten zijn tijdens een langdurig verblijf in het buitenland vaak gaan afwijken van de gevestigde norm in het land van herkomst. Soms is het contact met vrienden verwaterd en moet men helemaal opnieuw beginnen met de opbouw van een vriendenkring.
De terugkeer naar het werk wordt in veel gevallen ook als teleurstellend ervaren. Veelal missen voormalige expats de uitdaging die ze in het buitenland hadden, en vinden ze slechter aansluiting bij hun collega's. In het buitenland werkten ze vaak zeer zelfstandig, waarna het ze vaak zwaar valt om weer voor ieder wissewasje toestemming te vragen aan de baas. De voormalige expat rekent er vaak op dat zijn buitenlandervaring een positieve invloed op zijn carrière heeft. De werkgever ziet deze ervaring vaak als minder relevant waarbij in zijn visie de werknemer bovendien gedurende langere tijd 'niet heeft meegedaan' met de professionele ontwikkelingen in het thuisland. Wanneer een lichting op een bepaald moment na indiensttreding 'doorschuift' wanneer de expat net in het buitenland zit, 'mist deze de trein' en komt hij in een lagere functie terecht dan anderen van zijn lichting. De verwachte stimulans voor de carrière blijft hierdoor uit. De teleurstelling leidt tot demotivering. Dit geldt sterker wanneer om wat voor reden dan ook het verblijf in het buitenland voortijdig is beëindigd. Deze demotivering kan tot een onherstelbare breuk met de werkgever leiden, waarna de expat ander werk gaat zoeken. Twintig tot vijftig procent van de teruggekeerde expats is naar verschillende schattingen binnen twee jaar na terugkeer van werkgever veranderd.
Dit leidt vaak tot verdere vervreemding en wordt terugkeerschok genoemd. Dit kan zowel bij kinderen als volwassenen plaatsvinden. De omgeving reageert hierop vaak met onbegrip: 'Je komt toch gewoon thuis? Waar klaag je dan over?' Het kan ertoe leiden dat sommige expats opnieuw naar het buitenland willen of niet meer willen terugkeren. Een deel van de voormalige expats wisselt van baan om opnieuw naar het buitenland te kunnen vertrekken. Anderen zullen na verloop van tijd opnieuw acclimatiseren en zijn weer aan de cultuur van hun vaderland aangepast.

## Expats en migranten
De term expat wordt voornamelijk gebruikt door mensen die door hun werkgever in een ander land worden gestationeerd. De term expat verwijst in de praktijk vaak naar migranten die Aziatisch of westers zijn. Er heerst daarom discussie over een mogelijk racistisch/etnocentrisch en klassistisch karakter van de term 'expat'.
Soms wordt een onderscheid gedefinieerd tussen expats en andere migranten, waarbij het verblijf in een ander land van expats met tijdelijke intentie is en dat van migranten permanent. De benaming wordt met name gebruikt voor mensen die door hun werkgever in hun thuisland zijn uitgezonden voor een beperkte duur, waardoor zij vaak terugkeren naar hun land van herkomst. In de praktijk betreft dit met name Westerse of Aziatische personen. De implicatie is dat migranten afkomstig uit armere landen minder geneigd zijn om terug te keren vanwege de slechtere economische perspectieven in dit geval, en daarom vaker de intentie hebben dat hun verblijf in een nieuw land permanent is. Dit is echter een grove simplificatie omdat dit sterk van geval tot geval verschilt. Tijdelijke uitzending komt bovendien ook veel voor in lagerbetaalde sectoren.

## Expatriate Archive Centre in Den Haag
Het Expatriate Archive Centre (EAC) in Den Haag verzamelt informatie over expats. Tevens stimuleert het EAC het doen van onderzoek naar deze groep.